# Торре-Санта-Сузанна
Торре-Санта-Сузанна (итал. Torre Santa Susanna) — коммуна в Италии, располагается в регионе Апулия, в провинции Бриндизи.
Население составляет 10 640 человек (2008 г.), плотность населения составляет 193 чел./км². Занимает площадь 55 км². Почтовый индекс — 72028. Телефонный код — 0831.
Покровительницей коммуны почитается святая Сусанна, празднование 11 мая.

## Демография
Динамика населения:

## Администрация коммуны
- Официальный сайт: http://www.comune.torresantasusanna.br.it/